# Myotis yesoensis
Myotis ikonnikovi là một loài động vật có vú trong họ Dơi muỗi, bộ Dơi. Loài này được Yoshiyuki mô tả năm 1984.

## Hình ảnh

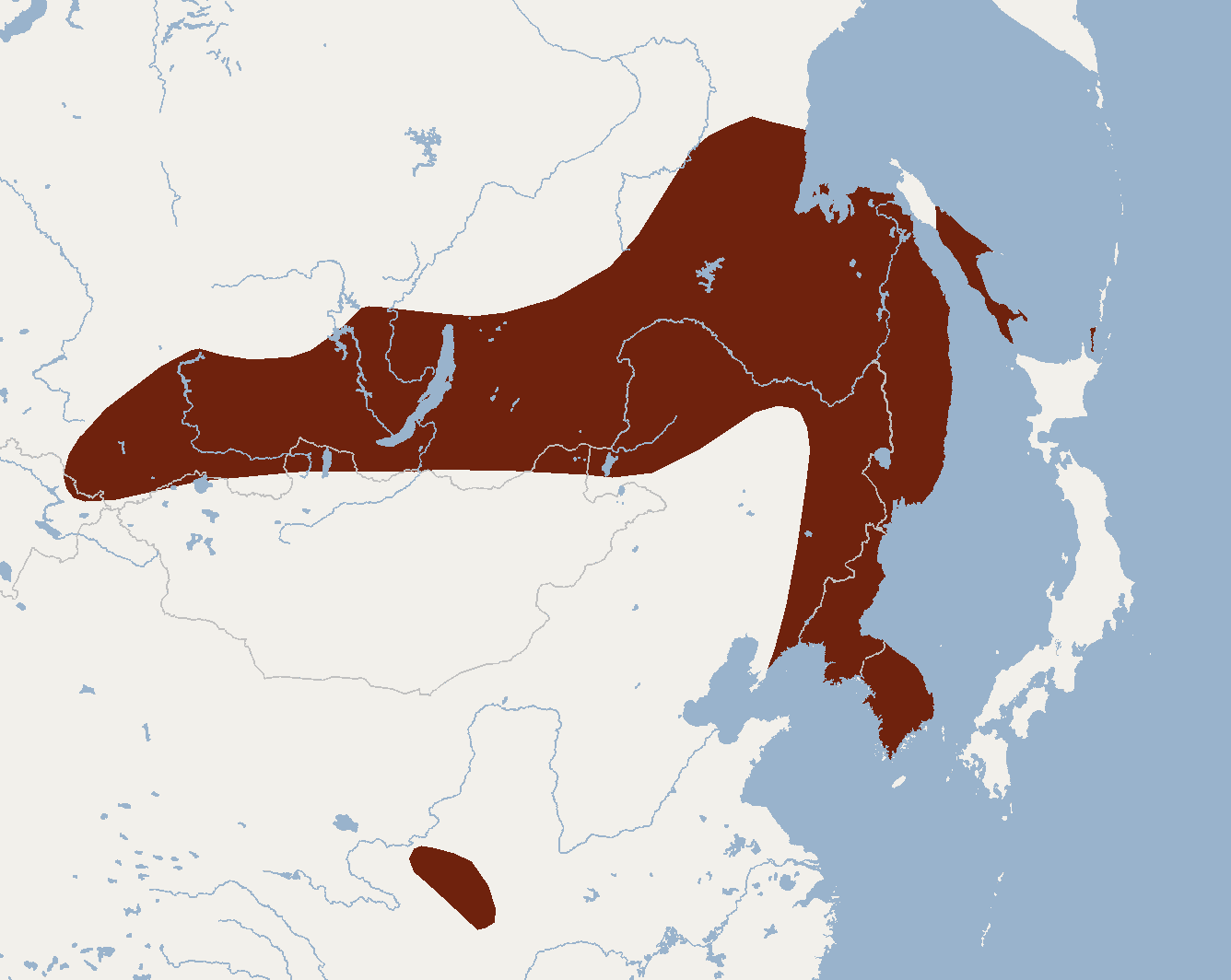